# Прилужский сельсовет
Прилу́жский сельсове́т — муниципальное образование (сельское поселение) в Ужурском районе Красноярского края. Административный центр поселения — посёлок Прилужье.

## География
Прилужский сельсовет находится южнее Ачинска, на юго-западе Красноярского края, южнее районного центра.

## История
Прилужский сельсовет наделён статусом сельского поселения в 2005 году.

## Население
| 2010 | 2012 | 2013 | 2014 | 2015 | 2016 | 2017 |
| ---- | ---- | ---- | ---- | ---- | ---- | ---- |
| 940  | ↘907 | ↘887 | ↘877 | ↘871 | ↘865 | ↘848 |

Гендерный состав
По данным Всероссийской переписи населения 2010 года 8 мужчин и 472 женщины из 940 чел.

## Состав сельского поселения
В состав сельского поселения входят 3 населённых пункта:
| № | Населённый пункт | Тип населённого пункта          | Население |
| - | ---------------- | ------------------------------- | --------- |
| 1 | Прилужье         | посёлок, административный центр | 512       |
| 2 | Светлая          | деревня                         | 0         |
| 3 | Тургужан         | деревня                         | 428       |